# Emiliano Madriz
Emiliano Madriz (* 1800 in León, Nicaragua; † 16. Dezember 1844 ebenda) war vom 26. September bis 16. Dezember 1844 Director Supremo (Staatschef) von Nicaragua.
Er war Mitglied der Partido Democrático. Am 26. September 1844 übergab Director Supremo Manuel Pérez sein Amt an Emiliano Madriz. Im Guerra de Malespín 1844 wurde León von Truppen aus Honduras, El Salvador und der Partido Legitimista aus Granada angriffen. Am 16. Dezember 1844 wurde Emiliano Madriz von den Invasionstruppen ermordet.